# Disco 3
«Disco 3» — третий альбом ремиксов британской поп-группы Pet Shop Boys из серии Disco, издан в 2003 году. В Великобритании альбом занял 36-е место.

## Обзор
«Disco 3» содержит пять ремиксов на песни из альбома Release (2002) и на бисайды к синглу «Home And Dry», а также пять новых песен, одна из которых — «If Looks Could Kill» — была написана дуэтом в начале 1980-х гг., а вторая — «Try It (I'm In Love With A Married Man)» — является кавер-версией на песню первого продюсера группы Бобби Орландо, выпустишего её под псевдонимом Oh Romeo.

## Дизайн альбома
Альбом оформлен Скоттом Кингом. На лицевой стороне обложки помещена фотография ночного Лондона, сделанная Вольфгангом Тильмансом, который также является режиссёром видеоклипа «Home And Dry».

## Список композиций
1. Time On My Hands — 3:53
2. Positive Role Model — 4:02
3. Try It (I’m In Love With A Married Man) — 4:47
4. London (Three Radikal Blacklite Edit) — 5:44
5. Somebody Else’s Business — 3:28
6. Here (PSB New Extended Mix) — 6:13
7. If Looks Could Kill — 4:11
8. Sexy Northerner (Superchumbo Mix) — 8:36
9. Home And Dry (Blank & Jones Remix) — 6:36
10. London (Genuine Piano Mix) — 4:16

## Высшие позиции в хит-парадах
| Страна         | Высшая позиция |
| -------------- | -------------- |
| Дания          | 27             |
| Германия       | 33             |
| Великобритания | 36             |
| Швеция         | 43             |
| США            | 188            |